# Hannu-Pekka Björkman

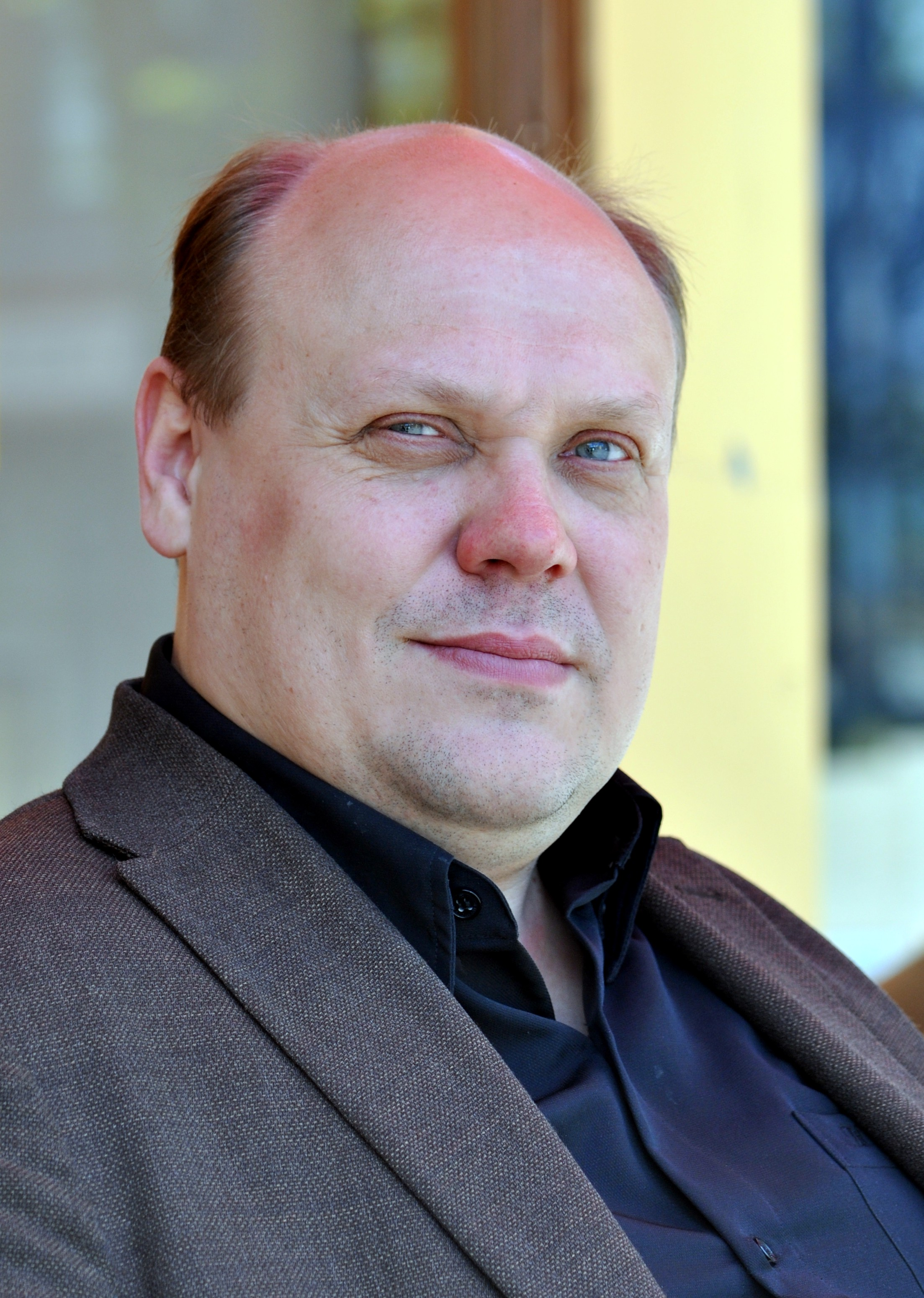
Hannu-Pekka Björkman (2009)

Hannu-Pekka Juhani Björkman (* 11. Februar 1969 in Jyväskylä, Finnland) ist ein finnischer Schauspieler.

## Leben
Hannu-Pekka Juhani Björkman studierte von 1991 bis 1992 am Lahden kansanopisto Schauspiel. Anschließend spielte er mehrere Jahre Theater und in Kurzfilmen mit, bevor er in einer kleinen Nebenrolle im Jahr 2000 in dem von Ilkka Vanne inszenierten Drama Die Rückkehr in die Provinz an der Seite von Kari Väänänen und Samuli Edelmann auf der Leinwand debütierte.
Für seine Darstellung des Jaakko in Kari Paljakkas Drama Eläville ja kuolleille wurde Björkman 2006 mit dem finnischen Filmpreis Jussi als Bester Hauptdarsteller ausgezeichnet. Es folgte eine weitere Nominierung 2010 für  Haarautuvan rakkauden talo und eine Nominierung als Bester Nebendarsteller für seine Darstellung des Hauptfeldwebel Muranen in Raja 1918.
Björkman war von 2002 bis 2014 mit der Schauspielerin Minna Haapkylä verheiratet und hat zwei gemeinsame Söhne mit ihr. Auf Empfehlung von Marja Packalén und Mika Myllyaho wird er ab 2013 an der Theaterakademie Helsinki eine Lehrtätigkeit aufnehmen.

## Filmografie (Auswahl)
- 2000: Die Rückkehr in die Provinz (Lakeuden kutsu)
- 2004: Das Babyprojekt – Producing Adults (Lapsia ja aikuisia – Kuinka niitä tehdään?)
- 2005: Eläville ja kuolleille
- 2005: FC Venus – Fußball ist Frauensache (FC Venus)
- 2007: Raja 1918
- 2007: Wunder einer Winternacht – Die Weihnachtsgeschichte (Joulutarina)
- 2008: Niko – Ein Rentier hebt ab (Niko – Lentäjän poika)
- 2009: Haarautuvan rakkauden talo
- 2013: In aller Liebe (Kaikella rakkaudella)
- 2017: Die andere Seite der Hoffnung (Toivon tuolla puolen)
- 2020: Die Jönsson Bande (Se upp för Jönssonligan)
- 2021: Winski und das Unsichtbarkeitspulver (Vinski ja näkymättömyyspulveri)
- 2022: Die Geschichte vom Holzfäller (Metsurin tarina)
- 2022: Made in Finland (Fernsehserie, sechs Folgen)
- 2024: Neuigkeiten aus Lappland (Ohjus)
- 2024: Ei koskaan yksin
- 2025: Rörelser